# Allodia sabroskyi
Allodia sabroskyi är en tvåvingeart som beskrevs av Donald Henry Colless 1966. Allodia sabroskyi ingår i släktet Allodia och familjen svampmyggor. Inga underarter finns listade i Catalogue of Life.